# Aneta Bruzgul
Aneta Bruzgul (ur. 10 maja 1982 w Giżycku) – polska koszykarka, występująca na pozycji niskiej skrzydłowej.
Po zakończeniu kariery zawodniczej pracowała m.in. jako specjalistka ds. marketingowych, Gdyńskiego Towarzystwa Sportu.

## Osiągnięcia

### NJCAA
- MVP turnieju dystryktu (2006)[1]
- Liderka klubu Reivers w skuteczności rzutów za 3 punkty (2006 – 37,5%)[2]

### Drużynowe
- Mistrzyni:
  - Polski (2001, 2003, 2004)
  - Polski mistrzów lig międzyuczelnianych (2001)[3]

### Indywidualne
- Wybrana do udziału w meczu gwiazd – mistrz Polski vs Gwiazdy STBL, jako zawodniczka Lotosu Gdynia (2003 – nie wystąpiła)[4]
- Najwszechstronniejsza zawodniczka mistrzostw Polski mistrzów lig międzyuczelnianych z AWF-em Gdańsk (2001)[3]
- MVP sezonu zasadniczego Koszykarskiej Ligi Nike Szkół Średnich (2001)[5]